# 掛開発村
掛開発村（かけかいほつむら）は、かつて富山県射水郡にあった村。現在の高岡市の能町地区、成美地区並びに二上地区の一部にあたる。

## 沿革
- 1889年（明治22年）4月1日 - 町村制の施行により、射水郡掛開発村、高岡土器町、高岡開発町、高岡散地子、江尻村、荻布村、米島村、城光寺村、湶分村の区域の一部、開発村の区域の一部及び高岡大坪地子の区域の一部の区域をもって、射水郡掛開発村が発足する。
- 1917年（大正6年）5月15日 - 高岡市、射水郡能町村及び二上村に編入する[1]。
  - 高岡市に編入する。 - 湶分、大坪町、散地子の区域、向野の区域の一部、開発の区域の一部、江尻の区域の一部、荻布の区域の一部及び米島の区域の一部
  - 射水郡能町村に編入する。 - 開発の区域の一部、向野の区域の一部、江尻の区域の一部、荻布の区域の一部、米島の区域の一部及び城光寺（小矢部川より南）の区域
  - 射水郡二上村に編入する。 - 城光寺（小矢部川より北）の区域
- 1933年（昭和8年）8月1日 - 射水郡二上村が高岡市に編入する。
- 1942年（昭和17年）4月1日 - 射水郡能町村が高岡市に編入する。